# Sweet Spark Stream
『Sweet Spark Stream』（スイート・スパーク・ストリーム）は、松田聖子のライブ・ビデオ。1989年9月14日発売。発売元はCBS・ソニー。

## 解説
1988年5月から9月に行われたコンサート・ツアーの模様を収録したライブ・ビデオ。
演出は映画監督として知られている根岸吉太郎 が初めてコンサートの演出を手掛けている。

## 収録曲
1. SWEET MEMORIES
2. チャンスは2度ないのよ
3. 裏庭のガレージで抱きしめて
4. 上海倶楽部
5. 抱いて…
6. Marrakech
7. Sleeping Beauty
8. ヒットメドレー (裸足の季節/渚のバルコニー/白いパラソル/チェリーブラッサム/夏の扉/天使のウィンク/Strawberry Time)
9. 青い珊瑚礁
10. Rock'n Rouge
11. 天国のキッス
12. Only My Love